# Бабушкин, Сергей Вячеславович
Серге́й Вячесла́вович Ба́бушкин (род. 10 апреля 1947, Свердловск) — советский и украинский архитектор, заслуженный архитектор Украины, профессор Международной академии архитектуры, главный архитектор Киева с 1996 по 2003.

## Биография
- В 1971 окончил Уральский политехнический институт им. С. М. Кирова. Учился у киевского архитектора Бориса Михайловича Давидсона[1].

## Проекты
- Жилой дом на ул. Золотоворотской 3
- Православный храм в парке им. Островского
- Жилой комплекс «Оболонь»
- Общественно-торговый центр «Караван»
- Реконструкция Площади независимости
- Торговый центр «Глобус» на Площади независимости;
- Офисный центр «Миллениум»
- Реконструкция жилых домов на ул. Владимирской
- Деловой центр «Леонардо»
- Средняя школа № 78 на ул. Шота Руставели
- Детско-юношеский развлекательный комплекс на площади Славы
- Офисный центр «Подол — Плаза»
- Реконструкция гостиницы «Премьер-палас»
- Торговый центр «Квадрат» на ул. Белорусской
- Бизнес-центр «Парус»

## Публикации
- Бабушкин С. В., Бражик Д., Каракис И. И., Кизема И., Несмиянова И., Пучков А., Червинский А. Иосиф Каракис: Ирония судьбы // Архитектор Иосиф Каракис: Судьба и творчество (Альбом-каталог к столетию со дня рождения) / Под ред. Бабушкин С. В., Бражик Д., Каракис И. И.; Сост. Д. Бражик, И. Каракис, И. Несмиянова. — 1. — Киев, 2002. — 102 с. — (Н0(4УКР)6-8). — ISBN 966-95095-8-0.